# Viszerozeption
Als Viszerozeption (von lateinisch viscera „Eingeweide“ und recipere „aufnehmen“) oder Enterozeption werden diejenigen Komponenten der Wahrnehmung von Lebewesen bezeichnet, die Informationen über Organtätigkeiten bereitstellen. Sie werden unter anderem als Hunger, Durst, Eingeweideschmerz oder Harndrang wahrgenommen.

## Begriffsabgrenzung
Diejenigen Komponenten der Wahrnehmung von Lebewesen, die Informationen nicht über die Außenwelt, sondern aus eigenen Körperabschnitten und über eigene Körperabschnitte bereitstellen, werden unter dem Oberbegriff Interozeption zusammengefasst. Dabei unterscheidet man die Propriozeption (Wahrnehmung von Körperlage und -bewegung im Raum) und die Viszerozeption (Wahrnehmung von Organtätigkeiten). Die Wahrnehmung der Außenwelt wird als Exterozeption bezeichnet.
In anderer Fachliteratur wird jedoch gelegentlich eine andere Begriffsdefinition vorgenommen. So wird Interozeption nicht als Oberbegriff, sondern als Synonym für Enterozeption (und damit für Viszerozeption) verwandt.